# Erigeron
 Erigeron  L., 1753 è un genere di piante angiosperme dicotiledoni della famiglia delle Asteraceae, sottofamiglia Asteroideae, tribù Astereae (North American lineage) e sottotribù Conyzinae.

## Etimologia
Il nome del genere (Erigeron) deriva dalla combinazione di due parole: dal greco eri (= lana) e dal latino gerere (= portare) e fa riferimento alla vistosa pelosità della pianta. Ma altri testi fanno riferimento ad altri significati: eri (= inizio, sollecito, presto) e geron (= vecchio), richiamandosi forse al pappo di alcune specie che invecchiando diventa grigio oppure al breve periodo della sua fioritura.
Queste piante sono chiamate Fleabanes dagli inglesi; mentre i tedeschi le chiamano Berufskrauten, e i francesi Vergerettes (un nome che ricorda le margheritine). Il termine inglese fleabane deriva dalla convinzione che le piante essiccate respingano le pulci.
Il nome scientifico del genere è stato definito dal botanico Carl von Linné  (1707-1778) nella pubblicazione " Species Plantarum" ( Sp. Pl. [Linnaeus] 2: 863) del 1753.

## Descrizione

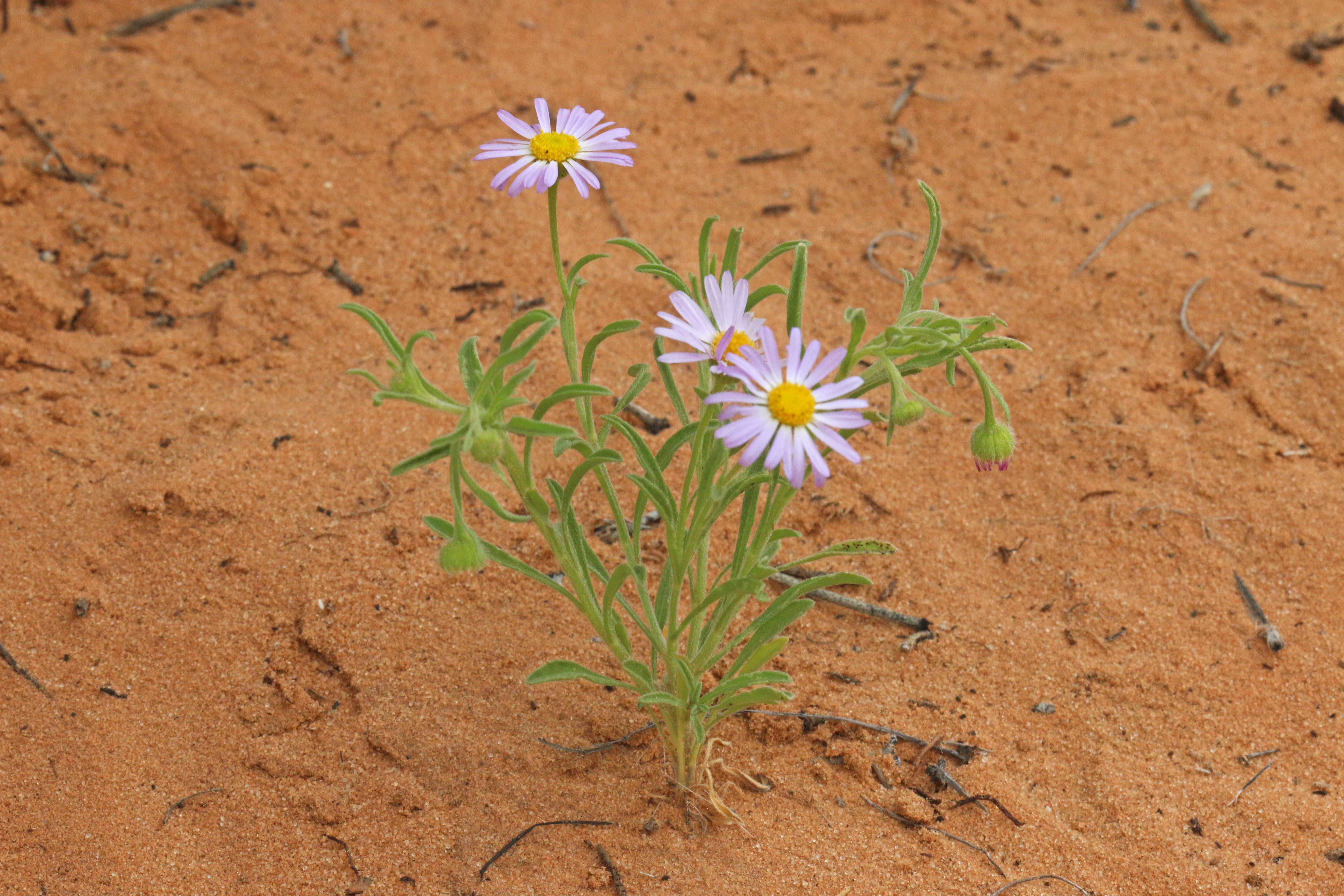
Il portamento
Erigeron bellidiastrum

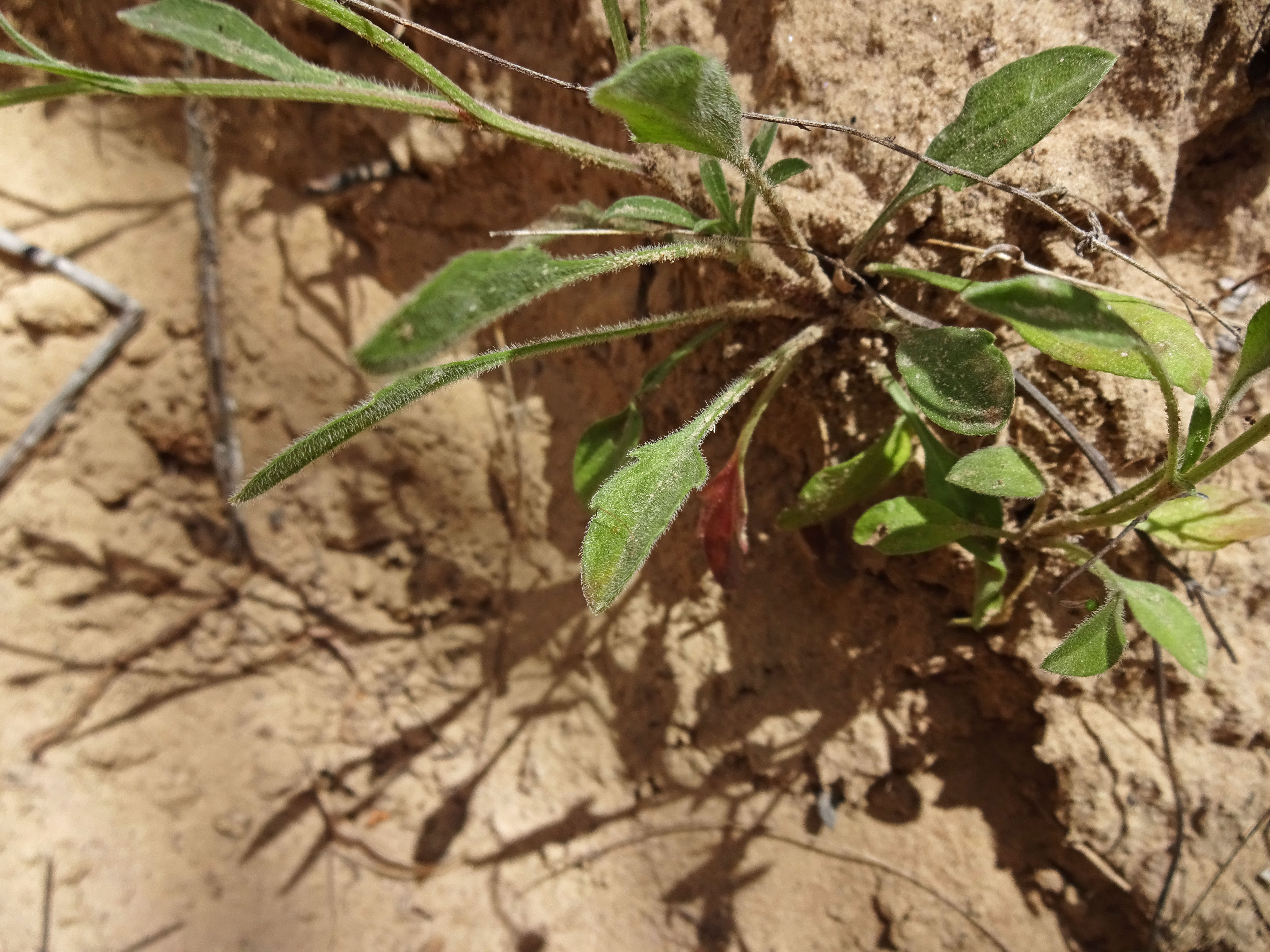
Le foglie
Erigeron flagellaris

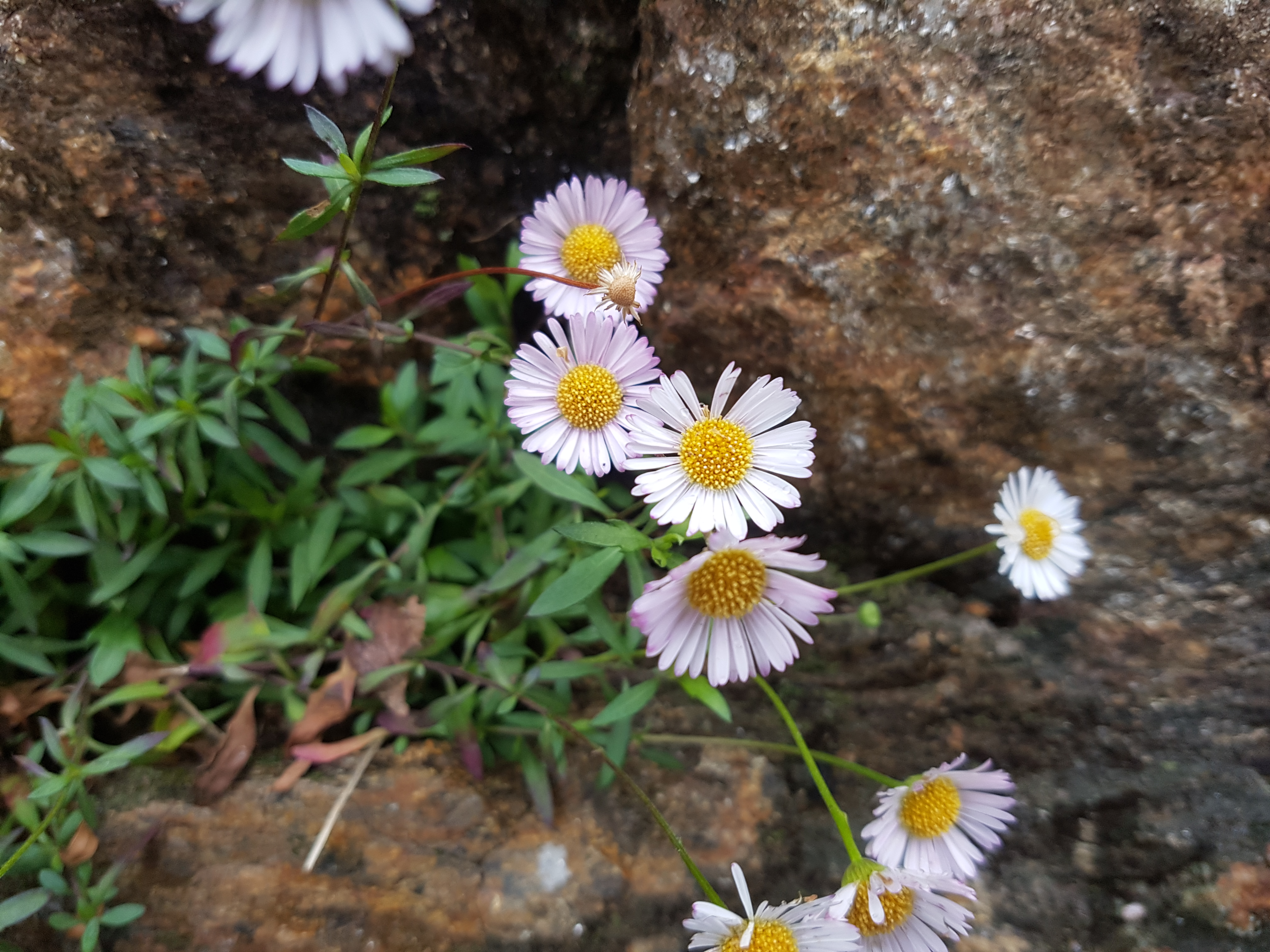
Infiorescenza
Erigeron karvinskianus

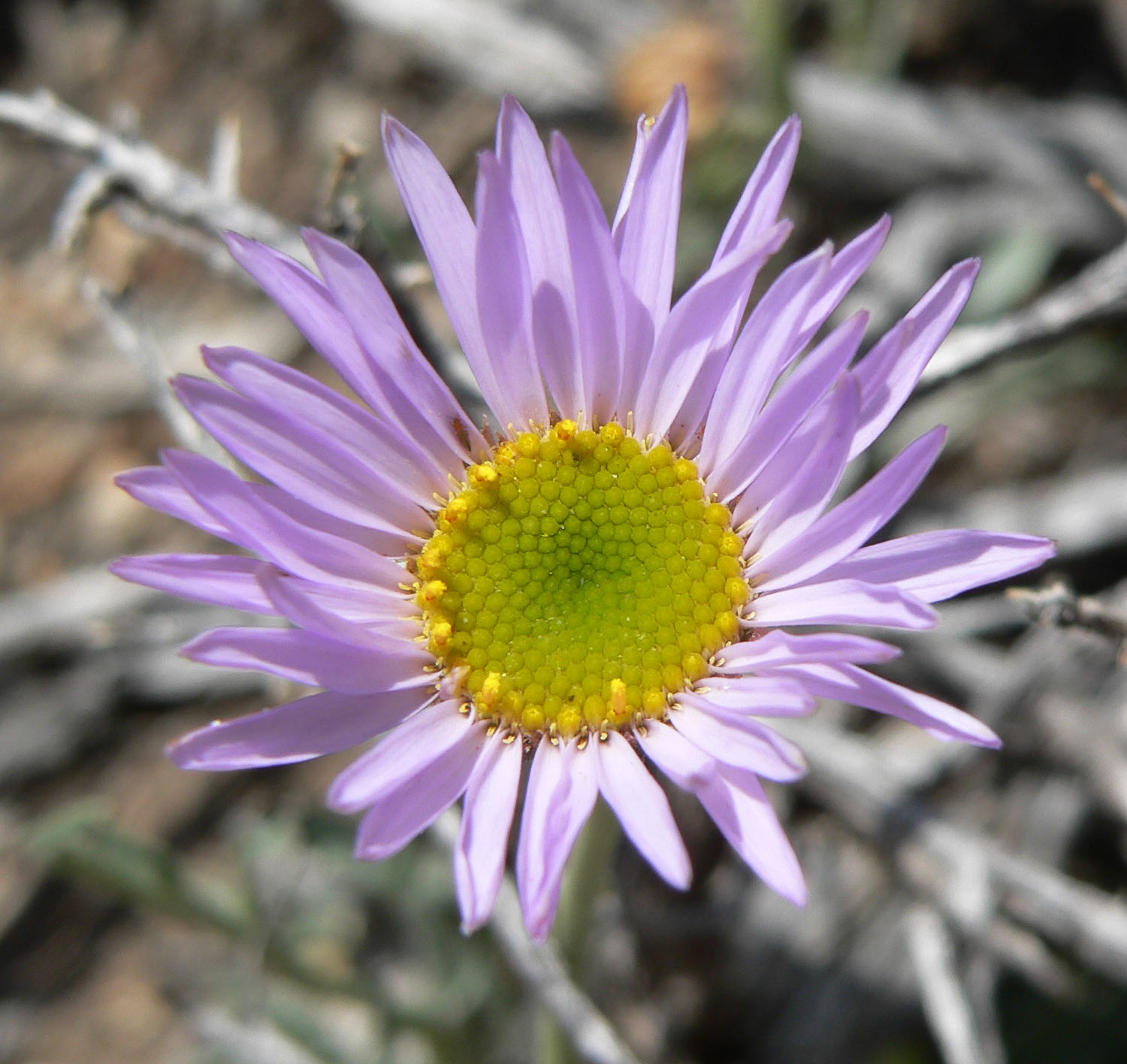
I fiori
Erigeron argentatus

Portamento. Le specie di questo gruppo hanno un ciclo biologico annuale, biennale o perenne erbaceo, raramente arbustivo. La superficie è ricoperta, in alcune specie, da densi peli (da glabra fino a ispido-pelosa), mentre in altre è appena pelosa (possono essere presenti delle ghiandole stipitate). La forma biologica prevalente (almeno per la flora spontanea italiana) per questo genere è emicriptofita scaposa (H scap): ossia sono piante perennanti tramite gemme posizionate al livello del terreno con fusto allungato e poco foglioso. Sono presenti anche altre forme biologiche come terofita scaposa (T scap).
Fusto e radici. La parte aerea è eretta (scaposa) ascendente, decombente o prostrata; semplice o ramosa. Le radici possono essere secondarie da rizoma (semplici o ramificate) o di tipo stolonifero o fibrose-fittonanti. Altezza media: 2 - 100 cm.
Foglie. Le foglie si dividono in basali e caulinari. La forma delle foglie è lineare – lanceolata o anche oblanceolata o spatolata (raramente è pennata); la lamina fogliare possiede da 1 a 3 nervature longitudinali e può essere dentata; la superficie della lamina può essere glabra o pubescente ( a volte anche ghiandolosa); la disposizione è alternata;
- foglie basali: le foglie basali possono formare una rosetta e, in alcune specie, sono persistenti alla fioritura; sono normalmente picciolate;
- foglie cauline: le foglie cauline sono sessili e disposte lungo il fusto in modo alterno e sono intere o grossolanamente dentate (a volte la dentatura è limitata alle foglie inferiori).

Infiorescenza. Le sinflorescenze sono singole (un solo capolino) o formate da più capolini in formazioni corimbose o tirsoidi (nelle specie dell'ex genere Conyza sono colonnari). Le infiorescenze vere e proprie sono composte da un capolino terminale peduncolato di tipo radiato o disciforme. I capolini sono formati da un involucro, con forme da emisferiche a campanulate o turbinate, composto da diverse brattee (da 30 a 150), al cui interno un ricettacolo fa da base ai fiori di due tipi: fiori del raggio e fiori del disco. Le brattee, con un nervo (o 2 - 3) centrale resinoso, con forme da strettamente ellittiche a lineari-lanceolate, diseguali (o no) fra di loro, a consistenza da fogliacea, con margini scariosi, con superficie glabra, pelosa o ghiandolosa, sono disposte in modo più o meno embricato e scalato su 1 - 7 serie. Il ricettacolo in genere è nudo ossia senza pagliette a protezione della base dei fiori; la forma è piatta o conica. Diametro medio dell'involucro: 5 – 35 mm.
Fiori.  I fiori sono tetra-ciclici (formati cioè da 4 verticilli: calice – corolla – androceo – gineceo) e pentameri (calice e corolla formati da 5 elementi). Si distinguono in:
- fiori del raggio (esterni): da 12 a 350 per capolino, sono femminili e sono disposti su 1 - 4 serie; la forma è ligulata (zigomorfa); alcuni membri di questo genere possono essere privi dei fiori esterni (ex genere Conyza);
- fiori del disco (centrali): sono più numerosi (da 25 a 450) con forme brevemente tubulose (attinomorfe); sono ermafroditi.

- Formula fiorale:

*/x K {\displaystyle \infty }, [C (5), A (5)], G 2 (infero), achenio
- Calice: i sepali del calice sono ridotti ad una coroncina di squame.

- Corolla: 
  - fiori del raggio: la forma della corolla alla base è più o meno tubulosa-imbutiforme, mentre all'apice è ligulata; la ligula è filiforme o avere delle linguette (brevi oppure larghe) e può terminare con alcuni denti (in alcune specie è riflessa o contorta); i colori delle corolle sono rosei, violetti, purpurei, bluastri o bianchi (raramente gialli);
  - fiori del disco: la forma è tubulare bruscamente divaricata in 5 lobi (a volte con un rigonfiamento alla gola); i lobi, patenti o eretti, hanno una forma deltata o più o meno lanceolata; il colore è giallo o giallastro.

- Androceo: l'androceo è formato da 5 stami sorretti da filamenti generalmente liberi; gli stami sono connati e formano un manicotto circondante lo stilo; le teche (produttrici del polline) alla base sono troncate e sono lievemente auricolate (molto raramente sono speronate o hanno una coda); le appendici apicali delle antere hanno delle forme piatte e lanceolate; il tessuto endoteciale (rivestimento interno dell'antera) è quasi sempre polarizzato (con due superfici distinte: una verso l'esterno e una verso l'interno). Il polline è sferico con un diametro medio di circa 25 micron;  è tricolporato (con tre aperture sia di tipo a fessura che tipo isodiametrica o poro) ed è echinato (con punte sporgenti).[10][13]

- Gineceo: l'ovario è infero uniloculare formato da 2 carpelli.[6] Lo stilo (il recettore del polline) è profondamente bifido (con due stigmi divergenti) e con le linee stigmatiche marginali separate.[14] I due bracci dello stilo hanno una forma più o meno lanceolata, acuta o ottusa e possono essere papillosi o ricoperti da ciuffi di peli.

Frutti. I frutti sono degli acheni con pappo; in alcune specie è presente un certo dimorfismo (gli acheni dei fiori del raggio differiscono dagli acheni dei fiori del disco);
- achenio: l'achenio ha una forma oblunghe–ovoide, sono appiattiti (compressi) e sono percorsi da 2 – 4 nervi o costole longitudinali (in alcune specie i nervi sono fino a 14); la superficie può essere da glabra a strigosa;
- pappo: il pappo è piumato di colore bianco o rossiccio; le setole, da 5 a 40, sono disposte su un unico rango. I pappi sono persistenti o precocemente caduchi; in alcune specie può mancare, in altre esternamente può essere presente una piccola corona di scaglie.

## Biologia
Impollinazione: l'impollinazione avviene tramite insetti (impollinazione entomogama tramite farfalle diurne e notturne).

Riproduzione: la fecondazione avviene fondamentalmente tramite l'impollinazione dei fiori (vedi sopra).

Dispersione: i semi (gli acheni) cadendo a terra sono successivamente dispersi soprattutto da insetti tipo formiche (disseminazione mirmecoria). In questo tipo di piante avviene anche un altro tipo di dispersione: zoocoria. Infatti gli uncini delle brattee dell'involucro (se presenti) si agganciano ai peli degli animali di passaggio disperdendo così anche su lunghe distanze i semi della pianta. Inoltre per merito del pappo il vento può trasportare i semi anche a distanza di alcuni chilometri (disseminazione anemocora).

## Distribuzione e habitat
Le specie di questo genere sono proprie delle regioni montuose e quindi adatte a climi freddi. Sono particolarmente presenti nel continente americano e si estendono dall'emisfero boreale (regioni artiche) a quello australe (i monti dello stretto di Magellano), ma anche nei territori delle zone temperate e subtropicali montuose (Messico, Guatemala e Venezuela). Al di fuori di questo continente oltre all'Europa abitano le zone temperate dell'Asia, dell'Africa (Abissinia e isole Maurizio) e dell'Australia.

In Italia questi fiori sono presenti in prevalenza sulle Alpi ad eccezione della specie Erigeron epiroticus che si trova solo negli Appennini centrali (Gran Sasso e Maiella).

Relativamente alle sole specie alpine risulta che le caratteristiche ecologiche delle comunità vegetali si accentrano sulle "comunità delle praterie rase dei piani subalpino e alpino con dominanza di emicriptofite" per oltre il 60 % delle specie (vedi tabella sottostante), mentre il substrato preferito dal genere è fondamentalmente calcareo a basso livello trofico (tenore nutrizionale del terreno) e basso grado di umidità del suolo (secco) con pH vicino a valori neutri. Nella maggioranza dei casi (70%) l'ambiente più favorevole a queste specie alpine sono le praterie rase dei piani vegetazionali subalpini e alpini.
La seguente tabella pone a confronto alcuni dati caratteristici di 13 specie alpine del genere Erigeron relative al territorio italiano.
| Specie | Comunità vegetali | Piani vegetazionali | Substrato | pH     | Livello trofico | H2O         | Ambiente    | Zona alpina                           |
| --- | ----------------- | ------------------- | --------- | ------ | --------------- | ----------- | ----------- | ------------------------------------- |
| Erigeron acris | 9                 | collinare montano   | Ca Si     | neutro | basso           | secco       | B6 C1 C5 F2 | tutto l'arco alpino                   |
| Erigeron alpinus | 10                | subalpino alpino    | Ca Si     | neutro | basso           | secco       | F5          | tutto l'arco alpino                   |
| Erigeron annuus | 5                 | collinare montano   | Ca Si     | neutro | medio           | secco       | B2 B5 F2 F7 | CN TO AO NO BL TN BZ SO               |
| Erigeron atticus | 10                | subalpino           | Ca Si     | neutro | basso           | medio       | F5          | tutto l'arco alpino                   |
| Erigeron bonariensis | 2                 | collinare           | Ca Ca/Si  | basico | alto            | molto secco | B1 B2       | TO CO BG BS UD                        |
| Erigeron canadensis | 2                 | collinare montano   | Ca Ca/Si  | basico | medio           | secco       | B1 B2 B5    | tutto l'arco alpino                   |
| Erigeron glabratus | 10                | subalpino alpino    | Ca        | basico | basso           | secco       | C2 C3 C4 F5 | CN AO NO SO TN BZ BL UD               |
| Erigeron karvinskianus | 3                 | collinare           | Ca Si     | neutro | basso           | secco       | C2          | NO SO BS TN                           |
| Erigeron neglectus | 10                | subalpino alpino    | Ca Ca/Si  | basico | basso           | secco       | F5          | AO NO SO TN BZ BL                     |
| Erigeron schleicheri | 3                 | subalpino           | Ca Ca/Si  | neutro | basso           | secco       | C2          | CN AO NO TN BZ UD                     |
| Erigeron strigosus | 5                 | collinare           | Ca Si     | neutro | alto            | secco       | C2 C5 F2 F7 | tutto l'arco alpino con discontinuità |
| Erigeron sumatrensis | 2                 | collinare           | Ca Ca/Si  | basico | alto            | secco       | B2          | tutto l'arco alpino                   |
| Erigeron uniflorus | 10                | alpino              | Ca Si     | neutro | basso           | secco       | F5          | tutto l'arco alpino                   |
| Legenda e note alla tabella. Substrato: con “Ca/Si” si intendono rocce di carattere intermedio (calcari silicei e simili). Zona alpina: vengono prese in considerazione solo le zone alpine del territorio italiano (sono indicate le sigle delle province). Comunità vegetali: 2 = comunità terofitiche pioniere nitrofile; 3 = comunità delle fessure, delle rupi e dei ghiaioni; 5 = comunità perenni nitrofile; 9 = comunità a emicriptofite e camefite delle praterie rase magre secche; 10 = comunità delle praterie rase dei piani subalpino e alpino con dominanza di emicriptofite. Ambienti: B1 = campi, colture e incolti; B2 = ambienti ruderali, scarpate; B5 = rive, vicinanze corsi d'acqua; B6 = tagli rasi forestali, schiarite, strade forestali; C1 = ambienti sabbiosi, affioramenti rocciosi; C2 = rupi, muri e ripari sotto roccia; C3 = ghiaioni, morene e pietraie; C4 = campi solcati; C5 = cave di ghiaia e pietra; F2 = praterie rase, prati e pascoli dal piano collinare al subalpino; F5 = praterie rase subalpine e alpine; F7 = margini erbacei dei boschi |                   |                     |           |        |                 |             |             |                                       |

## Sistematica
La famiglia di appartenenza di questa voce (Asteraceae o Compositae, nomen conservandum) probabilmente originaria del Sud America, è la più numerosa del mondo vegetale, comprende oltre 23.000 specie distribuite su 1.535 generi, oppure 22.750 specie e 1.530 generi secondo altre fonti (una delle checklist più aggiornata elenca fino a 1.679 generi). La famiglia attualmente (2021) è divisa in 16 sottofamiglie; la sottofamiglia Asteroideae è una di queste e rappresenta l'evoluzione più recente di tutta la famiglia.
Il genere Erigeron comprendente diverse centinaia di specie una buona parte di origine americana, mentre le altre sono di origine europea (e asiatica) di cui una decina sono proprie della flora italiana.
Secondo le classificazioni più tradizionali le specie spontanee della flora italiana possono essere raggruppate in quattro sezioni: Eschenbachia, Euerigeron, Caenothus e Trimorpha. Suddivisioni non sempre accettate dai vari botanici. Studi più recenti degli anni '90' fatti soprattutto da botanici americani hanno cercato di capire meglio i vari rapporti tra le varie sezioni e anche i collegamenti con il genere simile Conyza (ora sinonimo di Erigeron). Le analisi molecolari fatte ancora più recentemente hanno evidenziato come i gruppi Erigeron, Conyza e altri (come il genere Aphanostephus e il genere Leptostelma, sempre della famiglia delle Asteraceae) siano in realtà parafiletici, cioè discendenti da un comune progenitore.
Attualmente nelle ultime checklist della flora spontanea italiana le specie del genere Conyza sono incluse nel genere di questa voce.
I giardinieri organizzano il genere secondo la morfologia dei fiori ligulati (quelli del raggio esterno) come usualmente fanno i giardinieri:
- specie a fiori ligulati bianchi o bianco – rosati: sono piante a fioritura molto lunga (da aprile a settembre) con fusti non più alti di 15 – 30 cm (Erigeron mucronatus);
- specie a fiori ligulati aranciato - vivo: si tratta di un'unica specie Erigeron aurantiacus, perenne, del Turkestan a capolini semplici che fioriscono tra luglio e agosto e con fusti alti da 15 a 25 cm;
- specie a fiori ligulati rosei, viola e blu;
  - sottogruppo con 50 – 70 fiori ligulati per capolino (o anche meno): comprende alcune specie come Erigeron pulchellus (originaria dell'Armenia; fiorisce a giugno – luglio ed ha delle ligule rosee; raggiunge i 30 cm di altezza), oppure Erigeron bellidifolius (dell'America settentrionale con ligule violette), oppure Erigeron atticus e Erigeron annuus naturalizzati in Italia ma di origine americana.
  - sottogruppo con 100 – 150 fiori ligulati per capolino: comprende Erigeron grandiflorus (pianta perenne che fiorisce a giugno con grandi capolini ligulati violetti e involucro lanoso; originario della flora americana nord-occidentale), oppure Erigeron alpinus (specie spontanea dei nostri pascoli alpini con disco centrale giallo o rossastro e fiori ligulati rosei o rossi), oppure Erigeron speciosa (pianta a grandi capolini riuniti in corimbo la cui altezza può arrivare a 80 cm; anche questa di origine nord americana).

### Filogenesi
La tribù Astereae (una delle 21 tribù della sottofamiglia Asteroideae) comprende circa 40 sottotribù. In base alle ultime ricerche nella tribù sono stati individuati (provvisoriamente) 5 principali lignaggi:
- Basal grade: include alcuni generi isolati, il gruppo "South American-Oceania",  alcune sottotribù africane e il gruppo dei generi legnosi del Madagascar.
- Bellis lineage: comprende le sottotribù eurasiatiche e una sottotribù africana.
- Aster lineage: include i generi asiatici di Asterinae e i principali gruppi dell'Australia e dell'Oceania.
- Baccharis lineage: include alcuni gruppi sudamericani.
- North American lineage: include la vasta gamma di sottotribù del Nordamerica, Messico e alcuni gruppi distribuiti nel Sudamerica.

Il genere  Erigeron (insieme alla sottotribù Conyzinae) è incluso nel lignaggio "North American lineage". Alcune analisi di tipo filogenetico hanno diviso la sottotribù in 6 cladi;  Erigeron è incluso in tutti i cladi.
I caratteri distintivi del genere sono:
- le piante sono erbacee perenni o annuali con fusti sotterranei non tuberosi (ex. Conyza) o un portamento arbustivo (ex. Darwiniothamnus);
- le brattee involucrali si presentano con un nervo longitudinale resinoso;
- gli acheni sono compressi.

Il numero cromosomico delle specie di questo genere è: 2n = 18.

### Struttura del genere
Questo genere ha 449 specie distribuite su 34 sezioni e vari sottogruppi descritti sommariamente qui di seguito (sono indicate alcune specie della flora spontanea italiana). I caratteri morfologici utili a distinguere le varie sezioni sono l'areale di distribuzione (America del Nord, America del Sud e Eurasia), il portamento (soprattutto fittonante rispetto a quello rizomatoso e con radice fibrosa), l'habitat, l'indumento, la struttura delle sinflorescenze e delle infiorescenze, la posizione dei capolini (soprattutto nell'orientamento prima della fioritura: eretto, annuente o pendente e inarcato), le lamine dei fiori del raggio (diritte, riflettenti o avvolte) e gli acheni con pappo.
- 1. Sect. Arenarioides  (Rydb.) Nesom: il ciclo biologico è perenne; il caudice è ramificato; la forma delle foglie varia da filiformi a lineari-oblanceolate; le ligule sono bianche; gli acheni hanno due nervature; il pappo ha 10 - 16 setole. [circa 2 specie]
- 2. Sect. Asterigeron  Rydb.: il ciclo biologico è perenne; il caudice è semplice; l'indumento varia da corto-strigoso a villoso-irsuto o glabro con peli bianchi; la forma delle foglie varia da spatolate a oblanceolate; le brattee hanno un'ampia fascia mediana verde; gli acheni hanno due nervature; il pappo ha 10 - 35 setole.
  - Gruppo A (distribuzione U.S.A.): le foglie sono sottili, lungamente picciolate; l'indumento è relativamente rado. [circa 6 specie]
  - Gruppo B (distribuzione U.S.A.): le foglie soo spesse, corte e picciolate; l'indumento è bianco-strigoso. [circa 4 specie]
  - Gruppo C (distribuzione U.S.A.): le foglie sono spesse, corte e picciolate; l'indumento varia da glabro a glabrescente. [circa 2 specie]
  - Gruppo D (distribuzione Messico). [circa 3 specie]
- 3. Sect. Asteroidea Nutt. (distribuzione: nord U.S.A.): il ciclo biologico è perenne; le radici sono fitte con un caudice esile; gli steli e gli involucri sono minutamente ghiandolari; la forma delle foglie varia da lineare a oblanceolata o subspatolata; le sinflorescenze sono formate da 1 a 7 capolini; gli acheni hanno due nervature; il pappo ha 12 - 30 setole. [circa 15 specie]
- 4. Sect. Cincinnactis VNesom (distribuzione: Nord America e Caraibi): le radici sono fibrose e formano un fittone perenne; il caudice è diviso in rami sottili; le foglie hanno delle forme ovato-lanceolate, ovato-lanceolate, abbraccianti o sub-abbraccianti; i fiori del raggio, da 120 a 350, sono filiformi e bianchi; gli acheni hanno due nervature; il pappo ha 12 - 23 setole. [circa 10 specie]
- 5. Sect. Disparipili Nesom: il portamento delle specie (radiate) è perenne con caudice semplice; le foglie sono strettamente oblanceolate con un nervo; gli acheni hanno due nervature; il pappo ha 14 - 30 setole. [circa 8 specie]
- 6. Sect. Erigeridium Torr. & A. Gray (distribuzione: Nord America occidentale fino al Messico): le radici sono perenni e fibrose; il caudice è semplice; le foglie hanno delle forme da obovate a spatolate; le corolle dei fiori del raggio sono bianche e non sono avvolte o riflesse; gli acheni hanno 4 nervi; il pappo ha 16 - 30 setole. [circa 5 specie]
- 7. Sect. Erigeron: il portamento è perenne (con rizomi); le foglie sono per lo più basali con forme da oblanceolate a obovate o spatolate; le corolle dei fiori del raggio sono bianche o blu con forme a spirale; gli acheni hanno 2 nervi; il pappo ha 10 - 30 setole.
  - Gruppo "North America". [circa 16 specie]
  - Gruppo "South America". [circa 9 specie]
  - Gruppo "Eurasia". [circa 18 specie tra cui E. uniflorus]
- 8. Sect. Filifolii (Rydb.) Nesom: la specie è perenne con radici fitte; le foglie sono da lineari a filiformi, quelle basali non sono in rosetta e quelle caulina sono gradualmente o poco ridotto distalmente; le sinflorescenze sono dei corimbi lassi; gli acheni sono binervati. [una specie: E. filifolius]
- 9. Sect. Fruticosus G. Don : le piante sono perenni con radici fibrose, rizomatose, a volte con stoloni; il caudice è ramificato; la forma delle foglie è da oblanceolata a spatolata; i capolini sono annuenti alla fioritura; il colore dei fiori del raggio varia dal bianco al blu o rosa, le ligule possono essere leggermente arrotolate; il pappo ha 14 - 32 setole.
  - Gruppo A: le foglie basali sono persistenti e gli acheni hanno 2 - 7 nervi. [circa 14 specie]
  - Gruppo B: le foglie basali sono persistenti e gli acheni hanno 2 - 4 nervi. [circa 4 specie]
  - Gruppo C: le foglie basali sono più o meno scalate; gli acheni hanno 2 - 4 nervi. [circa 6 specie]
- 10. Sect. Geniculactis Nesom (distribuzione: Messico): le specie sono fittonanti, annuali o brevemente perenni con caudice semplice; le foglie hanno delle forme da lineari a lineari-oblunghe, -lanceolate, o -oblanceolate, non sono abbraccianti il fusto e i margini sono da interi a dentati, raramente sono lobati; i fiori del raggio sono 40 - 200 colorati di bianco; gli acheni hanno 2 nervi; il pappo ha 2 – 17 setole. [circa 6 specie]
- 11. Sect. Geronpternix Nesom & Noyes: le piante sono perenni, rizomatose, con radici fibrose; le foglie cauline, per lo più lineare al centro sono intere; gli acheni hanno 2 – 4 (fino a 6) nervature; il pappo ha 25 - 50 setole. [circa 2 specie]
- 12. Sect. Gyrifolium Nesom (distribuzione: America nord occidentale): le specie sono perenni con un robusto fittone; le foglie basali sono persistenti con forme spatolato-obovate; gli acheni hanno 2 nervature; il pappo ha 12 - 20 setole. [circa 3 specie]
- 13. Sect. Imbarba Nesom (distribuzione: dal Messico al Centro America): le specie hanno portamenti annuali e perenni (rizomatosi o fittonanti); le foglie hanno delle forme da spatolate a oblanceolate, intere o dentate, quelle cauline sono più o meno abbraccianti; gli acheni hanno 2 nervi; il pappo (privo di setole) è fimbriato o con una corona squamosa. [circa 9 specie]
- 14. Sect. Karvinskia Nesom (distribuzione nativa: dal Messico all'America Centrale): il portamento è perenne e annuale; sono presenti sia fittoni che rizomi; le foglie variano da spatolate a oblanceolate o lineari con bordi interi o dentati e non sono abbraccianti; il colore dei fiori del raggio cambia da bianco a lavanda a maturità; gli acheni hanno 2 nervi; il pappo ha 10 - 27 setole. [circa 7 specie tra cui E. karvinskianus]
- 15. Sect. Lamprocaules Nesom (distribuzione: Messico): le piante sono perenni con radice fibrosa e rizomi sottili; le foglie sono coriacee sia basali che cauline; gli acheni hanno 2 nervi; il pappo ha 11 - 22 setole. [circa 6 specie]
- 16. Sect. Linearifolii (G. Don) Nesom (distribuzione: Nord America): questa specie è perenne rizomatosa con radici fibrose; le foglie sono basale e cauline, quelle prossimali sono molto ridotte o presenti come scaglie, le lame caulinari variano da lineari a lineare-oblunghe o oblungo-lanceolate; gli acheni hanno 5 - 6 nervi; il pappo ha 25 - 35 setole. [una specie: E.  hyssopifolius]
- 17. Sect. Lonchophylli Nesom: la pianta è biennale o perenne di breve durata con radice fibrosa; le foglie basali hanno forme da oblanceolate a spatolate e sono intere, quelle cauline sono per lo più lineari; le corolle dei fiori del raggio variano da bianche a rosa, sono filiformi, leggermente più lunghe dell'involucro e non sono riflesse o avvolgenti; gli acheni hanno 2 nervi; il pappo ha 20 - 30 setole non accrescenti. [una specie: E.  lonchophyllus]
- 18. Sect. Meridionales G.L Nesom & N. Andrus: il portamento è erbaceo o subarbustivo perenne; le foglie variano da oblanceolate a lanceolate e sono intere o dentate o lobate; gli acheni hanno 2 - 3 nervi. [circa 14 specie]
- 19. Sect Microcephalum G.L. Nesom (distribuzione: Cuba): il portamento varia da annuale a perenne, con radici fibrose, non rizomatose; le foglie basali sono disposte in rosetta con forme spatolate o da orbicolari a obovate o cuneiformi; i fiori del raggio variano da 24 a 80 e sono bianchi, filiformi e strettamente avvolti (quelli del disco sono di meno); gli acheni, con forme rettangolari, hanno 2 nervi; il pappo ha 17 - 28 setole. [circa 12 specie]
- 20. Sect. Olygotrichium Nutt.: il portamento varia da annuale a biennale o perenne con radici fittonanti o fibrose ma non rizomatose; le foglie sono da oblanceolate a obovate o spatolate con bordi da interi a dentati o lobati, non sono abbraccianti; il colore delle corolle dei fiori del raggio varia da bianco al rosa, spesso con una striscia centrale lilla in posizione abassiale; gli acheni hanno 2 nervi; il pappo ha 6 - 30 setole.
  - Gruppo A. [circa 21 specie]
  - Gruppo B: il ciclo biologico è annuale. [circa 3 specie]
- 21. Sect. Osteocaulis G.L. Nesom: il ciclo biologico è perenne; le foglie sono lineari, intere e non abbraccianti; gli acheni hanno 2 nervi; il pappo ha 10 - 50 setole. [circa 4 specie]
- 22. Sect. Pauciflori G. Don: è una pianta perenne, rizomatosa, con radice fibrosa (i rizomi primari sono relativamente sottili); le foglie sono scagliose, quelle dei rizomi, e oblanceolate-dentate quelle caulinari; gli acheni hanno 2 - 4 nervi; il pappo ha 28 - 36 setole. [una specie: E. pulchellus]
- 23. Sect. Phalacroloma (Cass.) Torr. & A. Gray: sono piante perenni da annuali a biennali o di breve durata con radice fibrosa; le foglie sono oblanceolato-dentate, non avvolgenti; gli acheni hanno 2 - 4 nervi; il pappo ha 8 - 15 setole (può essere assente). [circa 3 specie tra cui E. annuus e E. strigosus]
- 24. Sect. Polyactis (Less.) G.L. Nesom: sono piante annuali o perenni con radici fibrose o fittonanti; le foglie sono per lo più da oblanceolate a oblunghe, dentate o da lobate a pennate; le sinflorescenze sono formate da capolini in forme di corimbi o in gruppi panicoformi (alcuni capolini sono solitari); le corolle dei fiori del raggio variano dal bianco al blu, sono filiformi e riflesse; gli acheni hanno 2 - 4 nervi; il pappo ha 8 - 12 setole caduche. [circa 21 specie]
- 25. Sect. Pseuderigeron Torr. & A. Gray: sono piante perenni con radici fitte; i fusti, le foglie e gli involucri sono ghiandolari; le foglie sono strettamente da oblanceolate a spatolate; le corolle dei fiori del raggio variano dal bianco al blu e spesso sono arrotolate; gli acheni hanno 2 nervi; il pappo ha 12 - 25 setole. [circa 3 specie]
- 26. Sect. Pycnophyllum Cronquist (distribuzione: U.S.A.): sono piante perenni con radici fitte; le foglie variano da filiformi a lineari-oblanceolate con bordi interi; le corolle dei fiori del raggio variano dal bianco al blu; gli acheni hanno 2 - 5 nervi; il pappo ha 17 - 45 setole. [circa 17 specie]
- 27. Sect. Quercifolium G.L. Nesom: queste piante sono annue o perenni di breve durata, con radici fibrose; le foglie variano da oblanceolate a ellittiche, sono intere con bordi crenatamente dentati oppure sono pennate o lobate; le corolle dei fiori del raggio variano dal bianco al blu; gli acheni hanno 2 nervi; il pappo ha 8 - 32 setole.
  - Gruppo "North America". [circa 10 specie tra cui E. philadelphicus]
  - Gruppo "Caribben". [circa 9 specie]
- 28. Sect. Radicati (Rydb.) Nesom: queste piante sono perenni con radici fitte; le foglie variano da oblanceolate a spatolate con bordi interi, non sono abbraccianti, la faccia abassiale è glabra, quella adassiale è strigoso-villosa; gli acheni hanno 2 nervi; il pappo ha 12 - 20 setole. [circa 5 specie]
- 29. Sect. Rhizonexus G.L. Nesom: le piante sono perenni, rizomatose con radici fibrose; le foglie sono da strettamente oblanceolate a oblunghe, intere e non abbraccianti; le corolle dei fiori del raggio variano dal blu al rosa o viola; gli acheni hanno 2 nervi; il pappo ha 10 - 21 setole. [circa 2 specie]
- 30. Sect. Scopulincola Nesom: sono piante perenni con radici fitte; le foglie variano da oblanceolate a obovate o spatolate con bordi interi o pennati; le corolle dei fiori del raggio sono bianche; gli acheni hanno 2 nervi; il pappo ha 11 - 30 setole. 
  - Gruppo A (distribuzione: Arizona, New Mexico, Colorado, Utah, Nevada, Montana e Wyoming): le foglie sono intere spatolate. [circa 4 specie]
  - Gruppo B (distribuzione: Arizona): le foglie sono da dentate a pennate. [circa 4 specie]
  - Gruppo C (distribuzione: New Mexico, Colorado, Utah e Wyoming): le foglie sono pennate. [circa 2 specie]
- 31. Sect. Stenactis Torr. & A. Gray (distribuzione: U.S.A. occidentali): sono piante perenni con radici fitte; le foglie sono da lineari-oblanceolate a strettamente oblanceolate o oblanceolato-spatolate; la gola della corolla dei fiori del disco è bianco-indurita; le setole del pappo sono 7 – 27. [circa 10 specie]
- 32. Sect. Terranea (Colla) Nesom: queste specie sono delle erbe perenni o sottoarbusti o arbusti legnosi o piccoli alberi; tutte le specie sono esaploidi 2n = 54. [circa 6 specie]
- 33. Sect. Tridactylia Nutt.: il ciclo biologico è perenne; le foglie hanno fome oblanceolate, spatolate, trilobate o 3 dentate; gli acheni hanno 2 nervi; il pappo ha 10 - 20 setole. [circa 12 specie]
- 34. Sect. Trimorpha (Cass.) DC.: queste specie con radici fibrose sono perenni, bienni o annuali; le foglie sono per lo più intere non abbraccianti; le corolle dei fiori del raggio sono dimorfiche, quelle esterne sono filiformi colorate da bianco a rosa o viola, quelle interne sono prive di lamina; gli acheni hanno 2 nervi; il pappo ha 12 - 35 setole. [circa 28 specie tra cui E. acris, E. muralis, E. alpinus, E. atticus, E. epiroticus, E. glabratus e E. neglectus]
- 35. Sect. Wyomingia (A. Nelson) Cronquist: il ciclo biologico è perenne; le foglie sono da lineari a strettamente oblanceolate, non avvolgenti il caule; le corolle dei fiori del raggio sono bianche o blu e spiralate; gli acheni hanno 2 - 14 nervi; il pappo ha 15 - 50 setole. 
  - Gruppo A: gli acheni hanno da 2 a 4 nervature con superfici sparsamente strigose. [circa 2 specie]
  - Gruppo B: gli acheni hanno 2 nervature con superfici glabre. [circa 3 specie]
  - Gruppo C: gli acheni hanno 2 nervature con superfici villoso-irsute. [circa 2 specie]
  - Gruppo D: gli acheni hanno 10 - 14 nervature con superfici glabre. [circa 2 specie]

A questo elenco vanno aggiunte le specie incluse recentemente nel genere Erigeron:
- Conyza - Gruppo A: le specie sono perenni suffrutescenti; le foglie variano da lineari a lanceolate o oblanceolato, sono intere o dentate, ma non abbraccianti il caule; la sinflorescenza è in forma colonnare; i fiori del raggio sono bianchi con ligule filiformi; gli acheni hanno 2 nervi; il pappo ha 11 - 20 setole. [circa 6 specie tra cui E. canadensis]
- Conyza - Gruppo A: il ciclo biologico è annuale o perenne; i fusti sono semplici o ramificati; le foglie variano da lanceolate a oblanceolate o spatolate, con bordi da interi a dentati o lobati; i fiori del raggio sono bianchi con lamine leggermente assenti; gli acheni hanno 2 nervi; il pappo ha 10 - 25 setole. [circa 19 specie tra cui E. bonariensis e E. sumatrensis]
- Darwiniothamnus: il portamento è arbustivo perenne con radici fibrose; le sinflorescenze sono dei corimbi condensati per lo più all'interno delle foglie; i fiori del raggio sono bianchi fortemente avvolti; gli acheni sono dimorfici. [circa 2 specie]

Il cladogramma seguente, tratto dallo studio citato e semplificato, nel quale sono indicate solamente alcune sezioni e alcuni generi della flora spontanea italiana, mostra l'attuale conoscenza del genere. L'analisi delle sequenze dei nucleotidi evidenziano per Erigeron un sua suddivisione in 6 gruppi o cladi principali dimostrando tra l'altro la sua non monofilia.
|  | Conyza B, Conyza A, Sect. 9 (E. canadensis)    |
|  |                                                |
|  | Sect. 14, 20, 23 (E. karvinskianuse E. annus)  |
|  |                                                |
|  | Sect. 25, 29, 30, 34 (E. uniflorus e E. acris) |
|  |                                                |
|  | Sect. 7, 17, 35                                |
|  |                                                |

|  | generi Hysterionica - Neja - Leptostelma - Apopyros |
|  |                                                     |
|  | Conyza B, Sect. 10, 13, 18 (E. bonariensis)         |
|  |                                                     |

|  | Conyza B, Conyza A, Sect. 9 (E. canadensis)    |
|  |                                                |
|  | Sect. 14, 20, 23 (E. karvinskianuse E. annus)  |
|  |                                                |
|  | Sect. 25, 29, 30, 34 (E. uniflorus e E. acris) |
|  |                                                |
|  | Sect. 7, 17, 35                                |
|  |                                                |

|  | generi Hysterionica - Neja - Leptostelma - Apopyros |
|  |                                                     |
|  | Conyza B, Sect. 10, 13, 18 (E. bonariensis)         |
|  |                                                     |

|  | genere Aphanostephus |
|  |                      |
|  | Sect. 19, 27         |
|  |                      |

|  | Conyza B, Conyza A, Sect. 9 (E. canadensis)    |
|  |                                                |
|  | Sect. 14, 20, 23 (E. karvinskianuse E. annus)  |
|  |                                                |
|  | Sect. 25, 29, 30, 34 (E. uniflorus e E. acris) |
|  |                                                |
|  | Sect. 7, 17, 35                                |
|  |                                                |

|  | generi Hysterionica - Neja - Leptostelma - Apopyros |
|  |                                                     |
|  | Conyza B, Sect. 10, 13, 18 (E. bonariensis)         |
|  |                                                     |

|  | Conyza B, Conyza A, Sect. 9 (E. canadensis)    |
|  |                                                |
|  | Sect. 14, 20, 23 (E. karvinskianuse E. annus)  |
|  |                                                |
|  | Sect. 25, 29, 30, 34 (E. uniflorus e E. acris) |
|  |                                                |
|  | Sect. 7, 17, 35                                |
|  |                                                |

|  | generi Hysterionica - Neja - Leptostelma - Apopyros |
|  |                                                     |
|  | Conyza B, Sect. 10, 13, 18 (E. bonariensis)         |
|  |                                                     |

|  | genere Aphanostephus |
|  |                      |
|  | Sect. 19, 27         |
|  |                      |

|  | Conyza B, Conyza A, Sect. 9 (E. canadensis)    |
|  |                                                |
|  | Sect. 14, 20, 23 (E. karvinskianuse E. annus)  |
|  |                                                |
|  | Sect. 25, 29, 30, 34 (E. uniflorus e E. acris) |
|  |                                                |
|  | Sect. 7, 17, 35                                |
|  |                                                |

|  | generi Hysterionica - Neja - Leptostelma - Apopyros |
|  |                                                     |
|  | Conyza B, Sect. 10, 13, 18 (E. bonariensis)         |
|  |                                                     |

|  | Conyza B, Conyza A, Sect. 9 (E. canadensis)    |
|  |                                                |
|  | Sect. 14, 20, 23 (E. karvinskianuse E. annus)  |
|  |                                                |
|  | Sect. 25, 29, 30, 34 (E. uniflorus e E. acris) |
|  |                                                |
|  | Sect. 7, 17, 35                                |
|  |                                                |

|  | generi Hysterionica - Neja - Leptostelma - Apopyros |
|  |                                                     |
|  | Conyza B, Sect. 10, 13, 18 (E. bonariensis)         |
|  |                                                     |

|  | genere Aphanostephus |
|  |                      |
|  | Sect. 19, 27         |
|  |                      |

|  | Conyza B, Conyza A, Sect. 9 (E. canadensis)    |
|  |                                                |
|  | Sect. 14, 20, 23 (E. karvinskianuse E. annus)  |
|  |                                                |
|  | Sect. 25, 29, 30, 34 (E. uniflorus e E. acris) |
|  |                                                |
|  | Sect. 7, 17, 35                                |
|  |                                                |

|  | generi Hysterionica - Neja - Leptostelma - Apopyros |
|  |                                                     |
|  | Conyza B, Sect. 10, 13, 18 (E. bonariensis)         |
|  |                                                     |

|  | Conyza B, Conyza A, Sect. 9 (E. canadensis)    |
|  |                                                |
|  | Sect. 14, 20, 23 (E. karvinskianuse E. annus)  |
|  |                                                |
|  | Sect. 25, 29, 30, 34 (E. uniflorus e E. acris) |
|  |                                                |
|  | Sect. 7, 17, 35                                |
|  |                                                |

|  | generi Hysterionica - Neja - Leptostelma - Apopyros |
|  |                                                     |
|  | Conyza B, Sect. 10, 13, 18 (E. bonariensis)         |
|  |                                                     |

|  | genere Aphanostephus |
|  |                      |
|  | Sect. 19, 27         |
|  |                      |

|  | Conyza B, Conyza A, Sect. 9 (E. canadensis)    |
|  |                                                |
|  | Sect. 14, 20, 23 (E. karvinskianuse E. annus)  |
|  |                                                |
|  | Sect. 25, 29, 30, 34 (E. uniflorus e E. acris) |
|  |                                                |
|  | Sect. 7, 17, 35                                |
|  |                                                |

|  | generi Hysterionica - Neja - Leptostelma - Apopyros |
|  |                                                     |
|  | Conyza B, Sect. 10, 13, 18 (E. bonariensis)         |
|  |                                                     |

|  | Conyza B, Conyza A, Sect. 9 (E. canadensis)    |
|  |                                                |
|  | Sect. 14, 20, 23 (E. karvinskianuse E. annus)  |
|  |                                                |
|  | Sect. 25, 29, 30, 34 (E. uniflorus e E. acris) |
|  |                                                |
|  | Sect. 7, 17, 35                                |
|  |                                                |

|  | generi Hysterionica - Neja - Leptostelma - Apopyros |
|  |                                                     |
|  | Conyza B, Sect. 10, 13, 18 (E. bonariensis)         |
|  |                                                     |

|  | genere Aphanostephus |
|  |                      |
|  | Sect. 19, 27         |
|  |                      |

|  | Conyza B, Conyza A, Sect. 9 (E. canadensis)    |
|  |                                                |
|  | Sect. 14, 20, 23 (E. karvinskianuse E. annus)  |
|  |                                                |
|  | Sect. 25, 29, 30, 34 (E. uniflorus e E. acris) |
|  |                                                |
|  | Sect. 7, 17, 35                                |
|  |                                                |

|  | generi Hysterionica - Neja - Leptostelma - Apopyros |
|  |                                                     |
|  | Conyza B, Sect. 10, 13, 18 (E. bonariensis)         |
|  |                                                     |

|  | Conyza B, Conyza A, Sect. 9 (E. canadensis)    |
|  |                                                |
|  | Sect. 14, 20, 23 (E. karvinskianuse E. annus)  |
|  |                                                |
|  | Sect. 25, 29, 30, 34 (E. uniflorus e E. acris) |
|  |                                                |
|  | Sect. 7, 17, 35                                |
|  |                                                |

|  | generi Hysterionica - Neja - Leptostelma - Apopyros |
|  |                                                     |
|  | Conyza B, Sect. 10, 13, 18 (E. bonariensis)         |
|  |                                                     |

|  | genere Aphanostephus |
|  |                      |
|  | Sect. 19, 27         |
|  |                      |

|  | Conyza B, Conyza A, Sect. 9 (E. canadensis)    |
|  |                                                |
|  | Sect. 14, 20, 23 (E. karvinskianuse E. annus)  |
|  |                                                |
|  | Sect. 25, 29, 30, 34 (E. uniflorus e E. acris) |
|  |                                                |
|  | Sect. 7, 17, 35                                |
|  |                                                |

|  | generi Hysterionica - Neja - Leptostelma - Apopyros |
|  |                                                     |
|  | Conyza B, Sect. 10, 13, 18 (E. bonariensis)         |
|  |                                                     |

|  | Conyza B, Conyza A, Sect. 9 (E. canadensis)    |
|  |                                                |
|  | Sect. 14, 20, 23 (E. karvinskianuse E. annus)  |
|  |                                                |
|  | Sect. 25, 29, 30, 34 (E. uniflorus e E. acris) |
|  |                                                |
|  | Sect. 7, 17, 35                                |
|  |                                                |

|  | generi Hysterionica - Neja - Leptostelma - Apopyros |
|  |                                                     |
|  | Conyza B, Sect. 10, 13, 18 (E. bonariensis)         |
|  |                                                     |

|  | genere Aphanostephus |
|  |                      |
|  | Sect. 19, 27         |
|  |                      |

|  | Conyza B, Conyza A, Sect. 9 (E. canadensis)    |
|  |                                                |
|  | Sect. 14, 20, 23 (E. karvinskianuse E. annus)  |
|  |                                                |
|  | Sect. 25, 29, 30, 34 (E. uniflorus e E. acris) |
|  |                                                |
|  | Sect. 7, 17, 35                                |
|  |                                                |

|  | generi Hysterionica - Neja - Leptostelma - Apopyros |
|  |                                                     |
|  | Conyza B, Sect. 10, 13, 18 (E. bonariensis)         |
|  |                                                     |

|  | Conyza B, Conyza A, Sect. 9 (E. canadensis)    |
|  |                                                |
|  | Sect. 14, 20, 23 (E. karvinskianuse E. annus)  |
|  |                                                |
|  | Sect. 25, 29, 30, 34 (E. uniflorus e E. acris) |
|  |                                                |
|  | Sect. 7, 17, 35                                |
|  |                                                |

|  | generi Hysterionica - Neja - Leptostelma - Apopyros |
|  |                                                     |
|  | Conyza B, Sect. 10, 13, 18 (E. bonariensis)         |
|  |                                                     |

|  | genere Aphanostephus |
|  |                      |
|  | Sect. 19, 27         |
|  |                      |

|  | Conyza B, Conyza A, Sect. 9 (E. canadensis)    |
|  |                                                |
|  | Sect. 14, 20, 23 (E. karvinskianuse E. annus)  |
|  |                                                |
|  | Sect. 25, 29, 30, 34 (E. uniflorus e E. acris) |
|  |                                                |
|  | Sect. 7, 17, 35                                |
|  |                                                |

|  | generi Hysterionica - Neja - Leptostelma - Apopyros |
|  |                                                     |
|  | Conyza B, Sect. 10, 13, 18 (E. bonariensis)         |
|  |                                                     |

|  | Conyza B, Conyza A, Sect. 9 (E. canadensis)    |
|  |                                                |
|  | Sect. 14, 20, 23 (E. karvinskianuse E. annus)  |
|  |                                                |
|  | Sect. 25, 29, 30, 34 (E. uniflorus e E. acris) |
|  |                                                |
|  | Sect. 7, 17, 35                                |
|  |                                                |

|  | generi Hysterionica - Neja - Leptostelma - Apopyros |
|  |                                                     |
|  | Conyza B, Sect. 10, 13, 18 (E. bonariensis)         |
|  |                                                     |

|  | genere Aphanostephus |
|  |                      |
|  | Sect. 19, 27         |
|  |                      |

|  | Conyza B, Conyza A, Sect. 9 (E. canadensis)    |
|  |                                                |
|  | Sect. 14, 20, 23 (E. karvinskianuse E. annus)  |
|  |                                                |
|  | Sect. 25, 29, 30, 34 (E. uniflorus e E. acris) |
|  |                                                |
|  | Sect. 7, 17, 35                                |
|  |                                                |

|  | generi Hysterionica - Neja - Leptostelma - Apopyros |
|  |                                                     |
|  | Conyza B, Sect. 10, 13, 18 (E. bonariensis)         |
|  |                                                     |

|  | Conyza B, Conyza A, Sect. 9 (E. canadensis)    |
|  |                                                |
|  | Sect. 14, 20, 23 (E. karvinskianuse E. annus)  |
|  |                                                |
|  | Sect. 25, 29, 30, 34 (E. uniflorus e E. acris) |
|  |                                                |
|  | Sect. 7, 17, 35                                |
|  |                                                |

|  | generi Hysterionica - Neja - Leptostelma - Apopyros |
|  |                                                     |
|  | Conyza B, Sect. 10, 13, 18 (E. bonariensis)         |
|  |                                                     |

|  | genere Aphanostephus |
|  |                      |
|  | Sect. 19, 27         |
|  |                      |

|  | Conyza B, Conyza A, Sect. 9 (E. canadensis)    |
|  |                                                |
|  | Sect. 14, 20, 23 (E. karvinskianuse E. annus)  |
|  |                                                |
|  | Sect. 25, 29, 30, 34 (E. uniflorus e E. acris) |
|  |                                                |
|  | Sect. 7, 17, 35                                |
|  |                                                |

|  | generi Hysterionica - Neja - Leptostelma - Apopyros |
|  |                                                     |
|  | Conyza B, Sect. 10, 13, 18 (E. bonariensis)         |
|  |                                                     |

|  | Conyza B, Conyza A, Sect. 9 (E. canadensis)    |
|  |                                                |
|  | Sect. 14, 20, 23 (E. karvinskianuse E. annus)  |
|  |                                                |
|  | Sect. 25, 29, 30, 34 (E. uniflorus e E. acris) |
|  |                                                |
|  | Sect. 7, 17, 35                                |
|  |                                                |

|  | generi Hysterionica - Neja - Leptostelma - Apopyros |
|  |                                                     |
|  | Conyza B, Sect. 10, 13, 18 (E. bonariensis)         |
|  |                                                     |

|  | genere Aphanostephus |
|  |                      |
|  | Sect. 19, 27         |
|  |                      |

|  | Conyza B, Conyza A, Sect. 9 (E. canadensis)    |
|  |                                                |
|  | Sect. 14, 20, 23 (E. karvinskianuse E. annus)  |
|  |                                                |
|  | Sect. 25, 29, 30, 34 (E. uniflorus e E. acris) |
|  |                                                |
|  | Sect. 7, 17, 35                                |
|  |                                                |

|  | generi Hysterionica - Neja - Leptostelma - Apopyros |
|  |                                                     |
|  | Conyza B, Sect. 10, 13, 18 (E. bonariensis)         |
|  |                                                     |

|  | Conyza B, Conyza A, Sect. 9 (E. canadensis)    |
|  |                                                |
|  | Sect. 14, 20, 23 (E. karvinskianuse E. annus)  |
|  |                                                |
|  | Sect. 25, 29, 30, 34 (E. uniflorus e E. acris) |
|  |                                                |
|  | Sect. 7, 17, 35                                |
|  |                                                |

|  | generi Hysterionica - Neja - Leptostelma - Apopyros |
|  |                                                     |
|  | Conyza B, Sect. 10, 13, 18 (E. bonariensis)         |
|  |                                                     |

|  | genere Aphanostephus |
|  |                      |
|  | Sect. 19, 27         |
|  |                      |

|  | Conyza B, Conyza A, Sect. 9 (E. canadensis)    |
|  |                                                |
|  | Sect. 14, 20, 23 (E. karvinskianuse E. annus)  |
|  |                                                |
|  | Sect. 25, 29, 30, 34 (E. uniflorus e E. acris) |
|  |                                                |
|  | Sect. 7, 17, 35                                |
|  |                                                |

|  | generi Hysterionica - Neja - Leptostelma - Apopyros |
|  |                                                     |
|  | Conyza B, Sect. 10, 13, 18 (E. bonariensis)         |
|  |                                                     |

|  | Conyza B, Conyza A, Sect. 9 (E. canadensis)    |
|  |                                                |
|  | Sect. 14, 20, 23 (E. karvinskianuse E. annus)  |
|  |                                                |
|  | Sect. 25, 29, 30, 34 (E. uniflorus e E. acris) |
|  |                                                |
|  | Sect. 7, 17, 35                                |
|  |                                                |

|  | generi Hysterionica - Neja - Leptostelma - Apopyros |
|  |                                                     |
|  | Conyza B, Sect. 10, 13, 18 (E. bonariensis)         |
|  |                                                     |

|  | genere Aphanostephus |
|  |                      |
|  | Sect. 19, 27         |
|  |                      |

|  | Conyza B, Conyza A, Sect. 9 (E. canadensis)    |
|  |                                                |
|  | Sect. 14, 20, 23 (E. karvinskianuse E. annus)  |
|  |                                                |
|  | Sect. 25, 29, 30, 34 (E. uniflorus e E. acris) |
|  |                                                |
|  | Sect. 7, 17, 35                                |
|  |                                                |

|  | generi Hysterionica - Neja - Leptostelma - Apopyros |
|  |                                                     |
|  | Conyza B, Sect. 10, 13, 18 (E. bonariensis)         |
|  |                                                     |

|  | Conyza B, Conyza A, Sect. 9 (E. canadensis)    |
|  |                                                |
|  | Sect. 14, 20, 23 (E. karvinskianuse E. annus)  |
|  |                                                |
|  | Sect. 25, 29, 30, 34 (E. uniflorus e E. acris) |
|  |                                                |
|  | Sect. 7, 17, 35                                |
|  |                                                |

|  | generi Hysterionica - Neja - Leptostelma - Apopyros |
|  |                                                     |
|  | Conyza B, Sect. 10, 13, 18 (E. bonariensis)         |
|  |                                                     |

|  | genere Aphanostephus |
|  |                      |
|  | Sect. 19, 27         |
|  |                      |

|  | Conyza B, Conyza A, Sect. 9 (E. canadensis)    |
|  |                                                |
|  | Sect. 14, 20, 23 (E. karvinskianuse E. annus)  |
|  |                                                |
|  | Sect. 25, 29, 30, 34 (E. uniflorus e E. acris) |
|  |                                                |
|  | Sect. 7, 17, 35                                |
|  |                                                |

|  | generi Hysterionica - Neja - Leptostelma - Apopyros |
|  |                                                     |
|  | Conyza B, Sect. 10, 13, 18 (E. bonariensis)         |
|  |                                                     |

|  | Conyza B, Conyza A, Sect. 9 (E. canadensis)    |
|  |                                                |
|  | Sect. 14, 20, 23 (E. karvinskianuse E. annus)  |
|  |                                                |
|  | Sect. 25, 29, 30, 34 (E. uniflorus e E. acris) |
|  |                                                |
|  | Sect. 7, 17, 35                                |
|  |                                                |

|  | generi Hysterionica - Neja - Leptostelma - Apopyros |
|  |                                                     |
|  | Conyza B, Sect. 10, 13, 18 (E. bonariensis)         |
|  |                                                     |

|  | genere Aphanostephus |
|  |                      |
|  | Sect. 19, 27         |
|  |                      |

|  | Conyza B, Conyza A, Sect. 9 (E. canadensis)    |
|  |                                                |
|  | Sect. 14, 20, 23 (E. karvinskianuse E. annus)  |
|  |                                                |
|  | Sect. 25, 29, 30, 34 (E. uniflorus e E. acris) |
|  |                                                |
|  | Sect. 7, 17, 35                                |
|  |                                                |

|  | generi Hysterionica - Neja - Leptostelma - Apopyros |
|  |                                                     |
|  | Conyza B, Sect. 10, 13, 18 (E. bonariensis)         |
|  |                                                     |

|  | Conyza B, Conyza A, Sect. 9 (E. canadensis)    |
|  |                                                |
|  | Sect. 14, 20, 23 (E. karvinskianuse E. annus)  |
|  |                                                |
|  | Sect. 25, 29, 30, 34 (E. uniflorus e E. acris) |
|  |                                                |
|  | Sect. 7, 17, 35                                |
|  |                                                |

|  | generi Hysterionica - Neja - Leptostelma - Apopyros |
|  |                                                     |
|  | Conyza B, Sect. 10, 13, 18 (E. bonariensis)         |
|  |                                                     |

|  | genere Aphanostephus |
|  |                      |
|  | Sect. 19, 27         |
|  |                      |

### Variabilità e ibridi
Il genere di questa voce si presenta con diverse specie poliploidi, caratteristica legata a diverse altre anomalie genetiche, ad esempio Erigeron annuus è una specie apogamica (o autogamica – a sviluppo diretto senza processo gamico) quindi sono piante autofertili o anche a generazione per partenogenesi (generazione senza intervento sessuale).

Gli ibridi di questo genere, specialmente per le specie alpine, sono facilitati dalla coabitazione forzata in ambienti ristretti delle valli alpine. È la specie Erigeron alpinus che più facilmente si ibrida con altre specie (Erigeron atticus Erigeron polymorphus e Erigeron uniflorus). In effetti se si mettono in relazione i dati relativi alla fitosociologia, ai piani vegetazionali, al tipo di substrato e alle aree di distribuzione si noterà senz'altro come queste specie abbiano dei parametri simili se non addirittura uguali facilitando così il processo di ibridazione (vedi tabella più sotto).

### Specie spontanee della flora italiana
Per meglio comprendere ed individuare le varie specie del genere (solamente per le specie spontanee della nostra flora) l'elenco seguente utilizza in parte il sistema delle chiavi analitiche.
- 1A: le piante hanno un ciclo biologico annuale o biennale;

- 2A: il diametro dei capolini è di circa 15 mm; i fiori ligulati (quelli esterni del raggio) sono sempre presenti e sono lunghi circa 9 mm;

Erigeron annuus (L.) Desf. - Cespica annua: questa pianta può raggiungere un'altezza di 1 metro e più; tutta la pianta è pelosa; il fusto è ramoso soprattutto all'altezza dell'infiorescenza; le foglie hanno la lamina a forma lanceolato-spatolata ed è dentata con 3 - 5 denti per lato (subsp. annuus); i fiori raggianti sono bianchi, quelli del disco sono gialli. La forma biologica è terofita scaposa  (T scap); il tipo corologico è Nord Americano; l'habitat tipico sono gli incolti umidi, le sponde dei fossi e le fanghiglie; in Italia al nord è molto comune e si trova fino a 1200 m s.l.m..
Erigeron strigosus Muhl. ex Willd. - Erigeron scabro: le foglie sono più sottili poco dentate. Questa pianta può raggiungere un'altezza di 30 - 150 cm. La forma biologica è terofita scaposa  (T scap) ma anche emicriptofita scaposa (H scap); il tipo corologico è Nord Americano; l'habitat tipico sono gli ambienti ruderali, le scarpate, le rive, le vicinanze corsi d'acqua, le praterie rase, i prati e pascoli dal piano collinare al subalpino; in Italia al nord ha una distribuzione discontinua e si trova fino a 1200 m s.l.m..
Erigeron philadelphicus L. - Cespica di Filadelfia: questa pianta può raggiungere un'altezza di 1 - 4 dm; le foglie hanno la lamina a forma ovata o lanceolata più o meno cuoriforme e abbracciante il fusto; i fiori raggianti sono rosei o purpurei. La forma biologica è terofita scaposa  (T scap); il tipo corologico è Canada e U.S.A.; l'habitat tipico sono gli ambienti antropizzati; in Italia si trova in Alto Adige.
- 2B: il diametro dei capolini è di circa 3 - 5 mm; i fiori ligulati (quelli esterni del raggio) possono essere assenti o lunghi al massimo 3 - 4 mm;

Complesso di Erigeron canadensis (vedi più avanti).
- 1B: le piante hanno un ciclo biologico perenne;

- 3A: i capolini hanno due tipi di fiori: quelli del raggio esterno (femminili) sono ligulati e colorati di bianco e roseo; quelli del fisco interno (bisessuali) sono tubulosi e gialli;

- 4A: le piante di questo gruppo sono mediamente alte (fino a 60 cm); i scapi dell'infiorescenza sono composti da molti capolini; generalmente non sono presenti delle rosette fogliari basali, mentre le foglie di norma sono dentate; queste piante vivono in preferenza a quote non molto alte;

Erigeron karvinskianus DC. - Cespica karvinskiana: i fusti alla base sono prostrati, ma poi i vari rami (la pianta è ramosissima) hanno un portamento ascendente; la lamina fogliare non è molto larga (fino a 5 mm); le foglie cauline sono uninervie; i fiori raggianti (quelli ligulati) sono disposti in modo patente e sono lunghi dai 6 ai 7 mm e sporgono decisamente dall'involucro a forma cilindrica; il colore delle ligule è bianco o roseo-vinose; la forma biologica è emicriptofita scaposa (H scap); il tipo corologico è Messico Centrale e Sud America; l'habitat tipico sono i coltivi per ornamento, i muri e le rupi umide; si trova in modo discontinuo in tutta la penisola fino a 600 m s.l.m.; sulle Alpi è presente soprattutto nella fascia centrale.
Erigeron acris L. - Cespica acre: i fusti possono essere eretti ma anche angolati alla base; la lamina fogliare è larga da 6 a 12 mm; i fiori raggianti (quelli ligulati) non sono molto lunghi (3 - 4 mm – superano appena l'involucro) e sono disposti in modo più eretto su un involucro emisferico; le ligule sono violette; la forma biologica è emicriptofita scaposa (H scap) ma anche emicriptofita bienne (H bienn); il tipo corologico è Circumboreale; l'habitat tipico sono gli incolti aridi e le aree alluvionate; questa specie è presente su tutto il territorio e vegeta fino a 1800 m s.l.m..
Erigeron muralis Lapeyr.: i fusti, le foglie e gli involucri sono pubescenti per peli ghiandolari; le foglie sono ricurve e canicolate. Nella "Flora d'Italia" di S. Pignatti questa specie è descritta come Erigeron acris subsp. serotinus (Weihe) Greuter.
- 4B: le piante di questo gruppo non raggiungono i 40 cm di altezza; i scapi dell'infiorescenza sono del tipo pauciflora (con 1 - 5 capolini); le foglie inferiori si riuniscono in una rosetta basale, ed hanno la lamina intera; queste piante sono considerate alpine in quanto vivono a quote alte;

Erigeron glabratus Hoppe & Hornsch. ex Bluff & Fingerh. - Cespica polimorfa: i fusti ramosi si presentano con pochi capolini (2 – 5); le foglie basali hanno una forma lineare – spatolata (si restringono verso il fusto), ed hanno un picciolo la cui lunghezza è circa 1/3 del totale della foglia; le foglie sono colorate di giallo-verdastro e sono sparsamente pelose, quasi glabre; i fiori periferici del capolino sono rosei o bianchi, mentre quelli del disco centrale hanno dei denti arrossati; la forma biologica è emicriptofita scaposa (H scap) e raggiunge un'altezza di 20 cm; il tipo corologico è Orofita Sud Europeo; l'habitat tipico sono i pascoli subalpini e alpini e i letti dei torrenti; si trova soprattutto al nord dai 1800 ai 2800 m s.l.m..
Erigeron uniflorus L. - Cespica uniflora: tutta la pianta è pubescente con peli contorti di tipo lanoso; ogni ramo ha un solo capolino (o quasi); le foglie basali sono largamente spatolate, il picciolo (che si distingue nettamente dalla fine della foglia) è lungo quasi metà della lunghezza totale della foglia; i fiori hanno un colore violetto pallido; la forma biologica è emicriptofita scaposa (H scap) e raggiunge un'altezza di 20 cm; il tipo corologico è (Circumboreale) Artico Alpino; l'habitat tipico sono i pascoli alpini soleggiati; si trova soprattutto al nord dai 1900 ai 2800 m s.l.m..
- 3B: i fiori del capolino sono di tre tipi: (1) i fiori ligulati (quelli esterni) sono raggianti e di colore roseo o lillacino oppure bianco e sono tutti femminili; i fiori del disco centrale si dividono in due tipi: (2) nella zona periferica del disco sono disposti dei fiori filiformi di colore paglierino e la corolla è priva di lobi (sono comunque femminili); (3) al centro i fiori sono propriamente tubulosi di colore giallo con i lobi (denti corollini) della corolla a disposizione patente (compongono la figura di una stella) e sono ermafroditi.

- 6A: il fusto si presenta con densi peli ghiandolari misti a scarsi peli dritti e lunghi;

Erigeron atticus Vill. - Cespica attica: il fusto è alto da 15 a 60 cm ed è eretto e robusto; il numero dei capolini varia da 5 a 40; le foglie basali quasi sempre sono assenti alla fioritura; le brattee dell'involucro sono arrossate; i fiori ligulati sono rosei; i fiori del disco centrale sono di due tipi, quelli filiformi sono numerosi, quelli propriamente tubulosi sono scarsi. La forma biologica è emicriptofita scaposa (H scap); il tipo corologico è Orofita Sud Est Europeo; l'habitat tipico sono le rupi calcaree ombrose e le forre umide; questa specie è presente solo sulle Alpi a quote alte dai 1500 ai 2400 m s.l.m..
Erigeron schleicheri Gremli - Cespica di Gaudin: il fusto è gracile, alto da 3 a 25 cm e poco ramoso; il numero dei capolini è esiguo (da 1 a 5); le foglie basali sono sempre presenti e sono persistenti; le ligule hanno un colore pallido – biancastro. La forma biologica è emicriptofita scaposa (H scap); il tipo corologico è Alpico Subendemico; l'habitat tipico sono le rupi in forre umide e cascate; questa specie si trova solo nelle Alpi e più facilmente verso l'interno a quote variabili tra 800 e 2200 m s.l.m..
- 6B: il fusto si presenta con peli corti misti a peli dritti e lunghi; sul fusto non compaiono peli ghiandolari;

- 7A: i fusti possono essere molto ramosi con tanti capolini oppure all'opposto semplici con pochi capolini; la foglie basali facilmente sono acute;

Erigeron alpinus L. - Cespica alpina: i fusti sono monocefali (un solo capolino); le foglie sono lineari – spatolate e sessili quelle cauline; l'involucro è campanulato, mentre i fiori sono rosei o purpurei; la forma biologica è emicriptofita scaposa (H scap); il tipo corologico è Orofita Eurasiatico; l'habitat tipico sono i pascoli alpini e subalpini; si trova nelle Alpi e sugli Appennini centrali fino a 2800 m s.l.m..
- 7B: i fusti sono semplici con un solo capolino; le foglie basali possono essere ottuse o arrotondate;

Erigeron epiroticus (Vierh.) Halacsy - Cespica dell'Epiro: la pianta è molto bassa (4 – 8 cm di altezza); i capolini sono piccoli (1 – 1,5 cm di diametro); la forma biologica è emicriptofita scaposa (H scap); il tipo corologico è Endemico / Illirico-Appenninico (Adriatico); l'habitat tipico sono i pascoli d'altitudine; si trova solo negli Appennini centrali dai 1800 ai 2200 m s.l.m..
Erigeron neglectus Kerner - Cespica negletta: la pianta è robusta ma non molto alta (15 – 25 cm); i capolini sono più grandi (2 cm di diametro);
le foglie basali sono spatolate e canicolate; l'involucro del capolino è a forma di coppa e fiori sono lillacini quelli esterni e gialli quelli interni. La forma biologica è emicriptofita scaposa (H scap); il tipo corologico è Endemico Alpico; l'habitat tipico sono i pascoli subalpini su calcare; è piuttosto rara e si trova nelle zone più interne delle Alpi a quote alte dai 1800 ai 2200 m s.l.m..

#### Complesso diErigeron canadensis
Questo gruppo è caratterizzato da specie annue con fuso eretto e ampiamente ramificato; le sinflorescenze si compongono di moltissimi capolini di piccole dimensioni di tipo disciforme.
Composizione del complesso.
- Erigeron bonariensis L.
- Erigeron canadensis L.
- Erigeron sumatrensis Retz.

Visione sinottica del complesso.
- 1A : i fiori periferici del capolino sono tutti femminili con una breve ligula, ma comunque evidente; le squame dell'involucro sono disposte su 3 serie;

Erigeron canadensis L. - Saeppola canadese: l'altezza massima della pianta è di 3 - 15 dm; il ciclo biologico è annuo; la forma biologica è terofita scaposa (T scap); il tipo corologico è Nord Americano; l'habitat tipico sono gli incolti aridi; in Italia è una specie comune su tutto il territorio e si trova fino ad una quota di 1.200 m s.l.m..
- 1B :  i fiori periferici del capolino sono tutti femminili e sono privi di ligula;
  - 2A :  i fiori periferici del capolino sono tutti femminili e di tipo tubuloso, attinomorfie con 3 - 4 denti terminali; il fusto non è molto alto (da 20 a 60 cm); l'infiorescenza è a pannocchia un po' corimbosa; la pagina fogliare è uninervia; le brattee dell'involucro sono disposte su 2 serie;

Erigeron bonariensis  L. - Saeppola di Buenos Aires: l'altezza massima della pianta è di 1 - 6 dm; il ciclo biologico è annuo; la forma biologica è terofita scaposa (T scap); il tipo corologico è Sud Americano; l'habitat tipico sono gli incolti aridi; in Italia è una specie comune e si trova fino ad una quota di 600 m s.l.m..
- 2B : i fiori periferici del capolino sono tutti femminili e di tipo tubuloso ma zigomorfi con un solo dente terminale; il fusto è alto fino a 2 m; l'infiorescenza è a pannocchia piramidale; la pagina fogliare presenta diverse nervature ramificate;

Erigeron sumatrensis Retz. - Saeppola di Naudin: l'altezza massima della pianta è di 5 - 15 dm; il ciclo biologico è annuo; la forma biologica è terofita scaposa (T scap); il tipo corologico è Sud Americano; l'habitat tipico sono gli incolti aridi; in Italia è una specie comune e si trova fino ad una quota di 600 m s.l.m..

### Sinonimi
Sono elencati alcuni sinonimi per questa entità:
- Conyzoides Fabr.
- Panios  Adans.
- Tessenia  Bubani
- Achaetogeron  A.Gray
- Asterigeron  Rydb.
- Astradelphus  J.Rémy
- Caenotus  (Nutt.) Raf.
- Conyza  Less.
- Conyzella  Rupr.
- Darwiniothamnus  Harling
- Diplemium  Raf.
- Fragmosa  Raf.
- Gusmania  J.Rémy
- Leptilon  Raf. ex Britton & A.Br.
- Musteron  Raf.
- Phalacroloma  Cass.
- Polyactidium  DC.
- Polyactis  Less.
- Stenactis  Cass.
- Terranea  Colla
- Trimorpha  Cass.
- Woodvillea  DC.
- Wyomingia  A.Nelson

## Usi

### Farmacia
Alcune proprietà di queste piante sono interessanti per la medicina popolare. Ad esempio le radici di Erigeron affinis (una specie messicana non coltivata in Europa) è adoperata come il dentifricio per la pulizia dei denti o addirittura in caso di mal di denti.

### Giardinaggio
Vista la loro origine montana, queste piante sono quasi sempre sfruttate per il giardinaggio roccioso. Erigeron annuus insieme ad altre specie come Erigeron ramosus vennero introdotte in Europa (dall'America) verso il XVIII secolo a scopi ornamentali. Quindi si sono perfettamente naturalizzate ai nostri climi, simili assai a quelli di provenienza. In tempi successivi altre specie sono state introdotte, sempre dall'America, e sempre per scopi ornamentali. Alla fine ammontano ad una ventina le specie che si possono trovare nei nostri giardini e orti. I giardinieri hanno anche sfruttato la facilità di ibridazione di questa specie per creare diverse varietà anche pregiate.

Tra le specie più usate nel giardinaggio vi è l'Erigeron speciosa la specie più alta, con portamento vigoroso; si presenta con i fiori ligulati colorati di rosa-azzurro o porporino anche a fioritura doppia con notevoli effetti decorativi.
Anche la specie Erigeron aurantiacus è molto usata nel giardinaggio, sia per sé stessa che per la possibilità, insieme ad altre specie, di originare con essa ibridi dalle forme interessantissime dal punto di vista estetico. Molte sono le cultivar ricavate da questo genere ('Wayne Roderick', 'Carità', 'Dunkelste Aller' e 'Foersters Liebling').

### Pianta alimentare
Gli Erigeron sono utilizzati come piante alimentari dalle larve di alcuni lepidotteri tra cui Bucculatrix angustata, Coleophora squamosella, Schinia intermontana, Schinia obscurata,  Schinia sexata  e Schinia villosa tutte del genere Schinia, famiglia Noctuidae.